# Daria Zarivna
Daria Oleksandrivna Zarivna (en ucraniano: Дарія Олександрівна Зарівна) (Ucrania, 4 de julio de 1989) es una ecoactivista social y emprendedora ucraniana. Está involucrada en los negocios de su padre que son los medios de comunicación, industria creativa y organizaciones benéficas antes de unirse al servicio estatal.Zarivna se convirtió en asesora del Consejo de Seguridad y Defensa Nacional de Ucrania en junio de 2019 y asesora del Jefe de la Oficina del Presidente de Ucrania. Andriy Yermak en febrero de 2020.
Desde el comienzo de la invasión rusa a gran escala de Ucrania en 2022, ha estado participando en compendios de información que proporcionan las últimas actualizaciones de la guerra en nombre de la Oficina del Presidente de Ucrania.
Es miembro del Grupo de Expertos Yermak-McFaul sobre Sanciones Rusas,Grupo sobre Garantías de Seguridad Internacionales (Grupo Yermak-Rassmussen),El Consejo de Asuntos de la Juventud bajo la presidencia de Ucrania,Grupo de Trabajo sobre el Hambre Prevención (programa alimentario humanitario “Programa de cereales de Ucrania”) y Grupo de Trabajo de la OCDE contra el Soborno.También está a cargo de lanzar el Grupo de Trabajo Internacional sobre crímenes ambientales cometidos por Rusia contra Ucrania y el Grupo de Trabajo Internacional “Devuelva a los niños a UA” sobre la protección de los derechos de los niños ucranianos deportados por Rusia.
Daria es responsable del apoyo a las comunicaciones de los procesos de intercambio de prisioneros de guerra y coopera con la Sede de Coordinación sobre el tratamiento de los prisioneros de guerra.
Daria promueve la iniciativa de voluntariado Gastar con Ucrania para ayudar a personas de todo el mundo a descubrir los productos y servicios de Ucrania.
En 2021, entró en el top 100 de las mujeres más influyentes de Ucrania según la revista Focus (lugar 34).

## Primeros Años
Daria Zarivna nació en Jersón, Ucrania.
Se graduó en la Universidad Nacional Taras Shevchenko de Kiev.
También aprobó el curso de Marketing Estratégico en la Universidad de Stanford, el curso de Valores y Sociedad en el Aspen Institute.
Daria se graduó de un curso especial de Comunicaciones Estratégicas impartido por el Gobierno del Reino Unido.

## Carrera
En 2014, lanzó la versión online de la revista L'Officiel de Ucrania, de la que Zarivna era la editora jefe.
Zarivna es cofundadora de Elevate Conference y también fue directora de la agencia de publicidad ANGRY.
En julio de 2018, fundó el medio Vector sobre tecnología y negocios. Además, Zarivna es cofundadora y directora ejecutiva de la plataforma social Charitum, un servicio de subastas en línea que ayuda a recaudar dinero para diversas fundaciones e iniciativas benéficas y, al mismo tiempo, es una red social en línea donde los artículos hablan sobre personas que necesitan ayuda .
El 11 de febrero de 2020, Daria Zarivna se convirtió en asesora de Andriy Yermak, quien fue nombrado jefe de la Oficina del Presidente de Ucrania.
En diciembre de 2020, Zarivna y su medio empresarial Vector lanzaron el podcast “¿Qué estás haciendo?” (ucraniano: “Що ви творите?”), en el que se comunica con empresarios y creativos ucranianos.
Lista de podcasts importantes "¿Qué estás haciendo?" realizado por Daria Zarivna:
- Vladyslav Chechotkin, cofundador y copropietario del mayor mercado ucraniano, Rozetka.ua;
- Yaroslava Gres, figura pública ucraniana, periodista, empresaria y filántropa, copropietaria de la agencia de relaciones públicas Gres-Todorchuk, autora de la exposición multimedia "Ukraine WOW", coordinadora de la iniciativa global UNITED24;
- Dmytro Shvets, director ejecutivo de la aplicación Reface.

En enero de 2022, a Daria Zarivna se le asignó la tarea de participar en la formulación de políticas gubernamentales para la juventud dentro del recién creado Consejo de Asuntos de la Juventud bajo la presidencia de Ucrania.

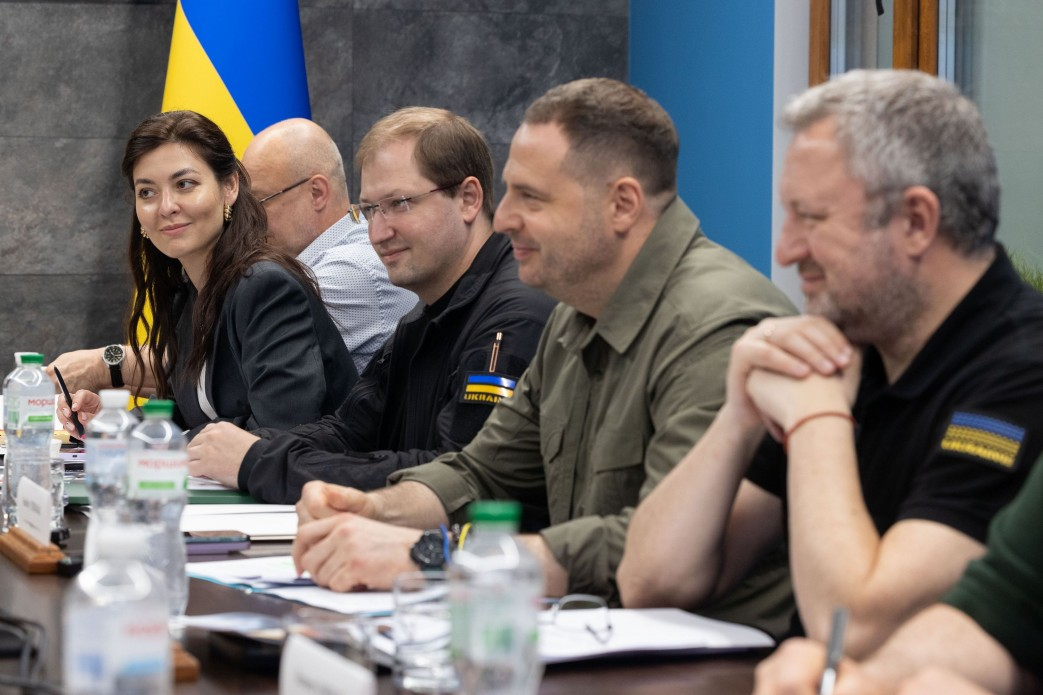
Durante la primera reunión del Grupo de Trabajo Internacional sobre las Consecuencias Medioambientales de la Guerra

En abril de 2022, Daria Zarivna se convirtió en miembro del Grupo de Trabajo Internacional sobre sanciones contra Rusia, lanzado por Andriy Yermak y el ex embajador de Estados Unidos en Rusia Michael McFaul (Grupo de Expertos Yermak-McFaul sobre Sanciones Rusas) como responsable de las comunicaciones.
El 1 de julio de 2022, Daria Zarivna fue nombrada directora de proyecto del Grupo sobre Garantías de Seguridad Internacionales para Ucrania, liderado por Andriy Yermak y Anders Fogh Rasmussen (Grupo Yermak-Rassmussen) junto con Oleksandr Bevz.
En julio de 2022, Daria Zarivna fue designada por el presidente Volodymyr Zelenskyy miembro del Grupo de Trabajo sobre Soborno de la OCDE.
Participa como miembro del Grupo de Trabajo sobre Prevención del Hambre (programa alimentario humanitario “Grain from Ukraine”) para abordar los riesgos de seguridad alimentaria global desde el 3 de noviembre de 2022.

## Reconocimiento
Según la investigación del medio LIGA.net sobre la Oficina del Presidente de Ucrania, Daria Zarivna, junto con Mykhailo Podolyak, es responsable de la dirección de información de la Oficina.